# Ödsmål
Ödsmål – miejscowość (tätort) w Szwecji, w regionie administracyjnym (län) Västra Götaland, w gminie Stenungsund.
Według danych Szwedzkiego Urzędu Statystycznego liczba ludności wyniosła: 1414 (31 grudnia 2015), 1415 (31 grudnia 2018) i 1450 (31 grudnia 2019).